# Karl von Geusau (Politiker, 1741)
 Karl Freiherr von Geusau, geboren als Carl von Geusau, (* 8. Dezember 1741 in Karlsruhe; † 8. Februar 1829 ebenda) war ein badischer General der Kavallerie und Diplomat sowie kurzzeitig Kriegsminister.

## Leben
Er stammte aus dem thüringischen Uradelsgeschlecht von Geusau und wurde als Sohn des Generals des schwäbischen Reichskreises Justus von Geusau und der Maria von Schütz geboren. Er begann in den Niederlanden eine militärische Laufbahn und wurde Oberst und Kommandant der Festung Breda.
1795 trat er als wirklicher Geheimer Rat in den Dienst des Markgrafen von Baden, Karl Friedrich. Er wurde mit diplomatischen Missionen betraut. So verhandelte er mit dem bayerischen Minister Montgelas über die Übernahme der Kurpfalz, wobei er im Hinblick auf die Schuldenregelung nicht erfolgreich war.
Im Februar 1806 hielt Geusau zusammen mit Reitzenstein in Paris im Namen des badischen Erbprinzen Karl um die Hand von Napoleons Adoptivtochter Stéphanie de Beauharnais an. Beide handelten auch den Ehevertrag mit Géraud Christophe Michel Duroc aus. Geusau war dann auch bei der Hochzeit am 7. April 1806 Mitglied der badischen Delegation.
Am 7. März 1808 wurde Geusau zum General der Kavallerie und zum Kriegsminister ernannt, nachdem der damalige Markgraf und spätere Großherzog Ludwig auf Druck Napoleons das Kriegsministerium aufgeben musste. Geusau organisierte das badische Militärwesen nach dem französischen Vorbild, wobei er allerdings schon am 17. September 1808 wieder aus diesem Amt ausschied und Inhaber des badischen Husaren-Regiments wurde. 1811 erfolgte die Beförderung zum Großhofmeister.
In den Session des 1. bis 3. Badischen Landtags (1819–1822) gehörte Geusau zu den vom Großherzog ernannten Mitgliedern der ersten Kammer der badischen Ständeversammlung.

## Ehe und Nachkommen
Geusau heiratete am 17. August 1773 Elisabeth Benedikta Freiin von Gemmingen-Guttenberg (1751–1778), Tochter des badischen Kammerpräsidenten Reinhard von Gemmingen.
- Karl (1775–1826), badischer Generalmajor ⚭ Ernestine Frederike von Mentzingen (1788–1852)
- Ludwig (*/† 1776)